# Grands départements patrimoniaux
Un grand département est en France, dans le monde du patrimoine, une entité (institution ou département d'une institution) qui fait référence sur un sujet aux niveaux national et international, et à qui l'État confie des missions d'expertises particulières.

## Missions
Selon l'article R 422-1 du code du patrimoine, « les grands départements remplissent à la demande du responsable du service des musées de France à la direction générale des patrimoines, des missions d'étude, de recherche et de conseil dans le domaine de l'histoire de l'art et de la conservation des biens culturels. Ils remplissent en outre les missions relatives aux collections placées sous leur responsabilité. »

## Les seize grands départements
Depuis 2022, le code du Patrimoine définit 16 grands départements patrimoniaux : 
- Le département des antiquités nationales (Musée des Antiquités nationales de Saint-Germain-en-Laye)
- Le département des antiquités grecques, étrusques et romaines (musée du Louvre)
- Le département des antiquités égyptiennes (musée du Louvre)
- Le département des antiquités orientales (musée du Louvre)
- Le département des peintures (musée du Louvre)
- Le département des sculptures du Moyen Âge, de la Renaissance et des Temps modernes (musée du Louvre)
- Le département des objets d'art du Moyen Âge, de la Renaissance et des Temps modernes (musée du Louvre)
- Le département des arts graphiques (cabinet des dessins, chalcographie et collection de gravures et de dessins Edmond de Rothschild du musée du Louvre)
- Le département de Versailles et des Trianon (domaine national de Versailles)
- Le département des arts asiatiques (musée Guimet)
- Le département d'Orsay (arts occidentaux de 1848 à 1914) (musée d'Orsay)
- Le département des arts et civilisations d'Afrique, d'Asie, d'Océanie et des Amériques (musée du quai Branly)
- Le département du XXe siècle (musée national d'art moderne du Centre national d'art et de culture Georges-Pompidou, musée national Picasso-Paris, musée de l'Orangerie, musée Fernand-Léger à Biot, musée Marc-Chagall à Nice)
- Le département des civilisations de l'Europe et de la Méditerranée (MuCEM)
- Le département des arts de l'Islam (musée du Louvre)
- Le département des arts de Byzance et des chrétientés en Orient[1]

## Commission scientifique des musées nationaux
La réunion des chefs des grands départements patrimoniaux constitue la Commission scientifique des musées nationaux qui conseille la ministre chargée de la culture sur toutes les questions de politiques muséales. 